# Northrop YF-23
De Northrop YF-23 Black Widow II is een experimenteel geavanceerd gevechtsvliegtuig dat in de Verenigde Staten ontwikkeld is door Northrop.

## Geschiedenis
De YF-23 nam het in de ATF (advanced technology fighter) wedstrijd op tegen de Lockheed YF-22 en verloor. Het doel van het ATF project was de F-15 te vervangen.